# Watts-Nunatak
Der Watts-Nunatak ist ein isolierter Nunatak im ostantarktischen Prinzessin-Elisabeth-Land. In den Grove Mountains ragt er 19 km nordwestlich der Mason Peaks auf.
Kartiert wurde der Nunatak anhand von Luftaufnahmen, die zwischen 1956 und 1960 im Rahmen der Australian National Antarctic Research Expeditions entstanden. Das Antarctic Names Committee of Australia (ANCA) benannte ihn nach John P. Watts, Funktechniker auf der Mawson-Station im Jahr 1962.